# Max von Oberleithner

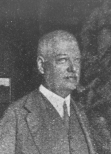
Max von Oberleithner

Max Heinrich Edler von Oberleithner (* 11. Juli 1868 in Mährisch Schönberg, Mähren; † 5. Dezember 1935 in Šumperk, Tschechoslowakei) war ein Jurist, Tuchfabrikant, Komponist und Dirigent.

## Leben
Max von Oberleithner war ein Sohn des Textilindustriellen Karl von Oberleithner und verheiratet mit Vilma. Von 1890 bis 1895 war er auf Empfehlung Felix Mottls Privatschüler bei Anton Bruckner. 1892 promovierte er zum Dr. jur. an der Universität Wien und im selben Jahr widmete Bruckner ihm den Psalm 150. 1895 wurde er Theaterkapellmeister in Teplice. Ein Jahr später ging er es nach Düsseldorf, wo er ebenfalls ein Jahr lang als Theaterkapellmeister tätig war. 1897 kehrte er nach Wien zurück. Da er als Fabrikant finanziell unabhängig war, konnte er sich auf die klassische Musik konzentrieren.
1912 vertonte er im Hinblick auf Maria Jeritzas Engagement an der Wiener Hofoper Pierre Louÿs’ Roman Aphrodite. Vier Jahre später schuf er seine erfolgreichste Oper, Der eiserne Heiland.
Oberleitner überwachte im Jahr 1892 den Druck der achten Sinfonie Bruckners und nahm gemeinsam mit Joseph Schalk einige Änderungen vor. Heute werden die oftmals eigenmächtigen Bearbeitungen von Werken Anton Bruckners durch seine Schüler, wie zum Beispiel dem bereits erwähnten Joseph Schalk, seinem Bruder Franz sowie Ferdinand Löwe, äußerst kritisch betrachtet.

## Werke

### Opern
- 1899: Erlöst
- 1901: Ghitana
- 1908: Abbé Mouret
- 1912: Aphrodite
- 1914: La Vallière
- 1916: Der eiserne Heiland (Uraufführung: Wiener Volksoper, 20. Januar 1917)
- 1919: Cäcilie
- 1920: Das Heidentor

### Schriften
- Max von Oberleithner: Meine Erinnerungen an Anton Bruckner. Regensburg 1933.